# Ядринкаси
Ядринка́си (рос. Ядринкасы, чув. Етĕрнекасси) — присілок у складі Чебоксарського району Чувашії, Росія. Входить до складу Ішлейського сільського поселення.
Населення — 282 особи (2010; 261 у 2002).
Національний склад:
- чуваші — 97 %